# Romeo y Julita
Romeo y Julita es una película en blanco y negro de Argentina dirigida por Enrique Carreras según el guion de Rafael Beltrán sobre el argumento de Miguel de Calasanz que se estrenó el 16 de marzo de 1954 y que tuvo como protagonistas a Alfredo Barbieri, Amelia Vargas, Esteban Serrador y Susana Campos.

## Sinopsis
Una pareja de novios alquila un departamento que resulta ser de otra persona.

## Reparto
- Alfredo Barbieri
- Amelia Vargas
- Esteban Serrador
- Susana Campos
- Tito Climent
- Guido Gorgatti
- Domingo Márquez
- Aída Villadeamigo
- Enrique Lomi
- Esmeralda Agoglia
- Leo Bélico
- Arsenio Perdiguero

## Comentarios
Noticias Gráficas opinó:

”Un argumento que descansa en el equívoco, pero sin añadir ningún detalle que la diferencia de la innumerable cantidad de obras que el teatro frívolo cuenta en su copioso haber.”

Manrupe y Portela escriben que se trata de :

”Una comedia simple para aprovechar el éxito de la pareja protagonista.”